# Championnat de Belgique de football de deuxième division 1954-1955
Navigation
saison précédente saison suivante
Le Championnat de Belgique de football de deuxième division 1954-1955 est la 38e édition du championnat de deuxième niveau national du football en Belgique. À cette époque, en Belgique francophone, cette division est familièrement appelée « Division 2 » ou tout simplement « D2 ».
Au terme du championnat, les deux premiers sont promus en Division 1, tandis que les deux derniers classés sont relégués en Division 3.

## Clubs participants 1954-1955
Seize clubs prennent part à cette édition, soit le même nombre que lors de la compétition précédente.
Les matricules renseignés en gras existent encore lors de la saison « 2012-2013 ».
| #  | Nom                                          | Mat. | Ville         | Stades            | En D2 depuis  | Total en D2 | S. précédente      |
| -- | -------------------------------------------- | ---- | ------------- | ----------------- | ------------- | ----------- | ------------------ |
| 1  | Royal Daring Club de Bruxelles               | 2    | Molenbeek     | E. Machtens       | 1954-55 (1re) | 9 s         | Div. 1 15e         |
| 2  | Koninklijke Lyra                             | 52   | Lierre        | Lyrastadion       | 1954-55 (1re) | 22 s        | Div. 1 16e         |
| 3  | Royal Football Club Brugeois                 | 3    | Bruges        | De Klokke         | 1951-52 (4e)  | 13 s        | 12e                |
| 4  | Royal Club Sportif Verviétois                | 8    | Verviers      | du Panorama       | 1948-49 (7e)  | 20 s        | 14e                |
| 5  | Royal Racing Club de Gand                    | 11   | Gand          | E. Hiel           | 1953-54 (2e)  | 10 s        | 6e                 |
| 6  | Royal Uccle Sport                            | 15   | Uccle         | Ch. de Neerstalle | 1953-54 (2e)  | 32 s        | 4e                 |
| 7  | Koninklijke Kortrijk Sports                  | 19   | Courtrai      | Guldensporen      | 1943-44 (11e) | 20 s        | 9e                 |
| 8  | Royal White Star Athletic Club               | 47   | Wol.-St-L.    | rue Kelle         | 1947-48 (8e)  | 18 s        | 5e                 |
| 9  | Athletische Sportvereniging Oostende K.M.    | 53   | Ostende       | Albertpark        | 1949-50 (6e)  | 22 s        | 10e                |
| 10 | Koninklijke Boom Football Club               | 58   | Boom          | Velodromestr.     | 1949-50 (6e)  | 20 s        | 11e                |
| 11 | Royal Racing Club Tirlemont                  | 132  | Tirlemont     | Bergé             | 1938-39 (14e) | 20 s        | 8e                 |
| 12 | Koninklijke Sint-Niklaasse Sportkring        | 221  | St-Nicolas/W. | Puyenbeke         | 1947-48 (8e)  | 10 s        | 13e                |
| 13 | Koninklijke Sint-Truidense Voetbalvereniging | 373  | Saint-Trond   | Stayenveld        | 1948-49 (7e)  | 7 s         | 3e                 |
| 14 | Koninklijke Beeringen Football Club          | 522  | Beringen      | Mijnstadion       | 1953-54 (2e)  | 8 s         | 7e                 |
| 15 | Skill Racing Union Verviers                  | 34   | Verviers      | du Panorama       | 1954-55 (1re) | 4 s         | 1re Div. 3 Série B |
| 16 | Koninklijke Football Club Izegem             | 935  | Izegem        | Stedelijke        | 1954-55 (1re) | 3 s         | 1re Div. 3 Série A |

### Localisations
| \| Lyra AS Oostende FC Brugeois Courtrai Izegem RC Gand St-Nicolas Boom White Star Daring CB Uccle Tirlemont Beringen St-Trond CS Verviers SRU Verviers \| Localisation des clubs engagés en Division 2 1954-1955 |
| Lyra AS Oostende FC Brugeois Courtrai Izegem RC Gand St-Nicolas Boom White Star Daring CB Uccle Tirlemont Beringen St-Trond CS Verviers SRU Verviers                                                              |

## Classements
- Le nom des clubs est celui employé à l'époque

Légende
- Champion et promu en Division 1 la saison suivante
- Promu en Division 1 la saison suivante
- clubs relégués en Division 3 la saison suivante

Abréviations
 : Relégué de Division 1
 : Promu de Division 3

### Classement final
| Rang | Équipe               | Pts | J  | G  | N | P  | Bp | Bc | Diff |
| ---- | -------------------- | --- | -- | -- | - | -- | -- | -- | ---- |
| 1    | R. DARING CB         | 45  | 30 | 20 | 5 | 5  | 85 | 42 | +43  |
| 2    | K. Beeringen FC      | 42  | 30 | 19 | 4 | 7  | 75 | 35 | +40  |
| 3    | R FC Brugeois        | 38  | 30 | 16 | 6 | 8  | 56 | 40 | +16  |
| 4    | K. Lyra              | 33  | 30 | 13 | 7 | 10 | 59 | 50 | +9   |
| 5    | K. Sint-Niklaasse SK | 31  | 30 | 14 | 3 | 13 | 75 | 64 | +11  |
| 6    | R. Uccle Sport       | 31  | 30 | 15 | 1 | 14 | 61 | 59 | +2   |
| 7    | AS Oostende KM       | 30  | 30 | 13 | 4 | 13 | 49 | 40 | +9   |
| 8    | R. White Star AC     | 30  | 30 | 13 | 4 | 13 | 59 | 63 | -4   |
| 9    | K. Boom FC           | 29  | 30 | 11 | 7 | 12 | 47 | 54 | -7   |
| 10   | K. Kortrijk Sport    | 29  | 30 | 12 | 5 | 13 | 53 | 66 | -13  |
| 11   | R. CS Verviétois     | 28  | 30 | 12 | 4 | 14 | 36 | 42 | -6   |
| 12   | R. RC Tirlemont      | 26  | 30 | 11 | 4 | 15 | 50 | 67 | -17  |
| 13   | SRU Verviers         | 26  | 30 | 12 | 2 | 16 | 49 | 57 | -8   |
| 14   | K. Sint-Truidense VV | 25  | 30 | 11 | 3 | 16 | 54 | 66 | -12  |
| 15   | K. FC Izegem         | 21  | 30 | 8  | 5 | 17 | 53 | 72 | -19  |
| 16   | R. RC de Gand        | 16  | 30 | 6  | 4 | 20 | 37 | 78 | -41  |

### Meilleur buteur
Michel Bensch (K. Beringen FC), 23 buts

## Récapitulatif de la saison
- Champion: R. Daring CB (2e titre de D2)
  - 2e promu: K. Beringen FC

- Seizième titre de D2 pour la Province de Brabant

| Région flamande (10)            | Région flamande (10) | Province de Brabant (4)      | Province de Brabant (4) | Région wallonne (2)    | Région wallonne (2) |
| ------------------------------- | -------------------- | ---------------------------- | ----------------------- | ---------------------- | ------------------- |
| Province d'Anvers               | 2                    | Région de Bruxelles-Capitale | 3                       | Province de Hainaut    | 0                   |
| Province de Flandre-Occidentale | 4                    | Province du Brabant flamand  | 1                       | Province de Liège      | 2                   |
| Province de Flandre-Orientale   | 2                    | Province du Brabant wallon   | 0                       | Province de Luxembourg | 0                   |
| Province de Limbourg            | 2                    |                              |                         | Province de Namur      | 0                   |

1. ↑  Au niveau footballistique, la province de Brabant est toujours unitaire malgré sa partition territoriale en 1995.

### Admission et relégation
Le Daring CB remonte dans la plus haute division un an après l'avoir quittée. Il est accompagné par Beringen. Les deux descendants de Division 1 sont l'Olympic de Charleroi et le Racing CB. Le sextuple champion de Belgique vient de jouer sa 40e et dernière saison parmi l'élite. 

Comme Tubantia, la saison précédente, Izegem effectue l'aller-retour vers la Division 3. Le club flandrien occidental, qui vient de jouer sa 3e et dernière saison au deuxième niveau national (jusqu'à 2012),  descend en compagnie du Racing de Gand qui lui non plus ne parviendra plus à réintéger la D2.
Du 3e niveau, sont promus Herentals et le Racing Tournai.

### Débuts au deuxième niveau national
Aucun ne joue pour la première fois au 2e niveau national du football belge.